# Julia Codorniu

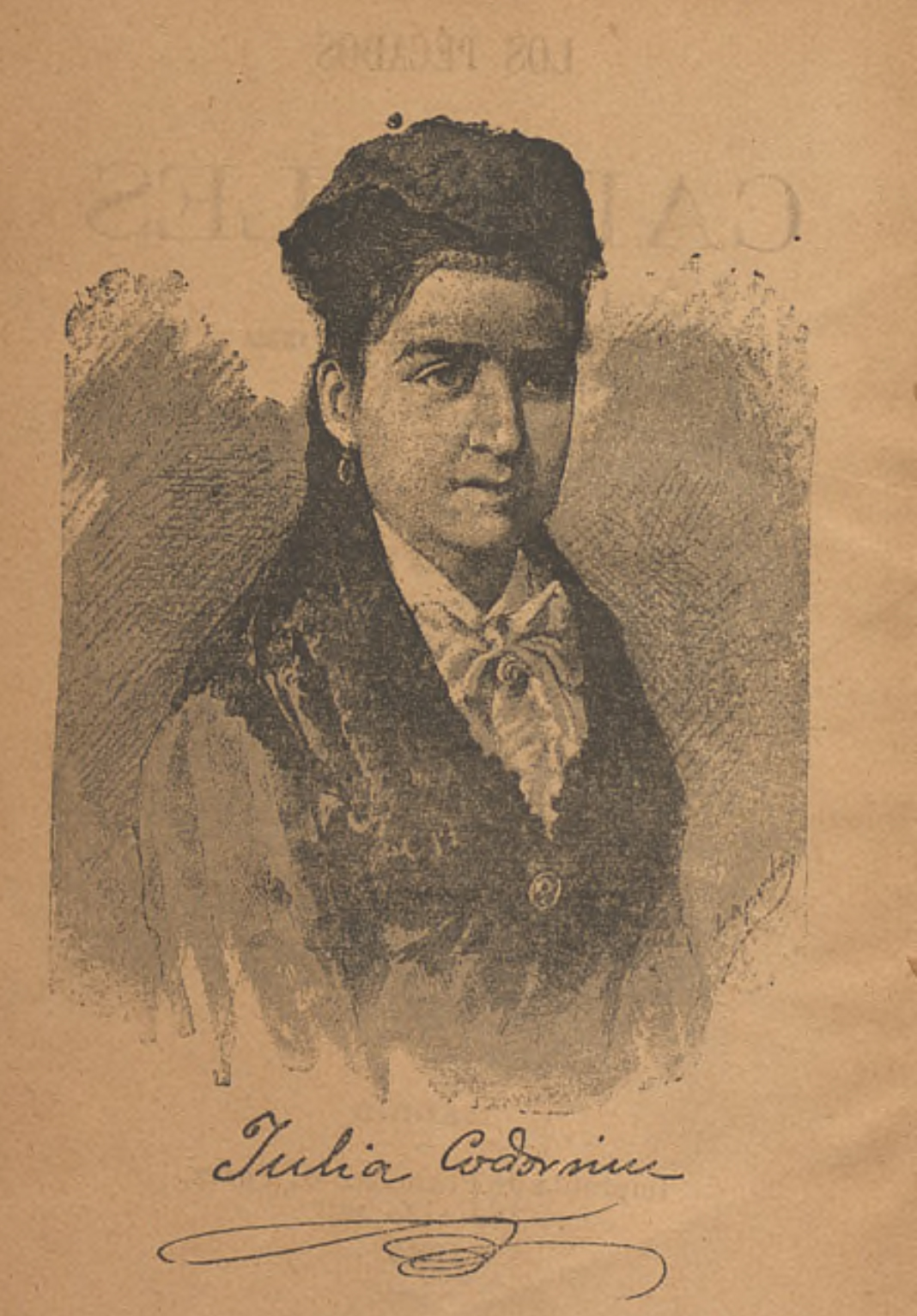
Retrato de Julia Codorniu

Julia Codorniu y Mata (Manila, 1854-Madrid, 1906) fue una escritora, editora y traductora española.

## Biografía
Nació el 28 de octubre de 1854 en Manila (Filipinas). Escritora, colaboró en La Correspondencia de España y otros periódicos, además de dirigir La Semana Literaria y La Crónica de la Moda y de la Música (1884). Codorniu, que tradujo, entre otras, la novela Las fraguas de Pont-Avesnes (Madrid, 1882) de Georges Ohnet, falleció el 16 de mayo de 1906 en Madrid.

## Obras
- Doctrina explicada, precedida de una carta-prólogo de Leopoldo de Alba Salcedo: Madrid, Apaolaza, 1883.[3]
- El crimen de Belchite, episodio dramático, seguido de Las travesuras, Á la mujer y á la cabra..., y La mujer influyente: Madrid, tip de Góngora, 1883.[3]
- Los pecados capitales, dramas de familia: Madrid, 1884.[3]
- Los mandamientos del Señor, dramas de familia. Madrid, 1885.[3]